# Talsperre Erraguene
Die Talsperre Erraguene (französisch Barrage d'Erraguène, häufig auch ohne Akzent geschrieben) steht in Algerien im Gebiet der Gemeinde Erraguene in der Provinz Jijel, etwa 30 km  Luftlinie südwestlich von Jijel.

## Beschreibung
Sie staut den Oued Djen-Djen zu einem Stausee mit einem ursprünglichen Stauraum von 200.000 m³ auf und dient der Stromerzeugung. Der See hat eine Länge von etwa 4,6 und eine Breite von 3,3 km und ist stark verzweigt.

## Bau
Die Staumauer wurde in den Jahren 1955 bis 1961 von Campenon Bernard erbaut. An ihrer Planung hat Eugène Freyssinet maßgeblich mitgewirkt. Nach der List of African dams der FAO ging sie erst 1963 in Betrieb, also im Jahr nach der algerischen Unabhängigkeit.

## Absperrbauwerk
Es handelt sich um eine Pfeilergewölbestaumauer mit einer Höhe von 82 m und einer Kronenlänge von 510 m. Sie besteht aus einer zentralen Gruppe von drei Pfeilern, zwischen denen zwei steile Hochwasserentlastungsrinnen angeordnet wurden, und die auf der einen Seite von 5, auf der anderen Seite von 6 Gewölbemauern mit Stützweiten von je 35 m flankiert werden. Die Gewölbemauern werden talseits von Betonpfeilern gegen den Wasserdruck abgestützt. Am Fuß eines der Gewölbemauern befindet sich das Kraftwerk.